# Grand Prix Formule 1 van Singapore 2018
De Grand Prix Formule 1 van Singapore 2018 werd gehouden op 16 september op het Marina Bay Street Circuit. Het was de vijftiende race van het kampioenschap.

## Vrije trainingen

### Uitslagen
- Er wordt enkel de top-5 weergegeven.

| Vrije training 1 | Pos | No | Coureur          | Constructeur       | Tijd     |
| ---------------- | --- | -- | ---------------- | ------------------ | -------- |
| Vrije training 1 | 1   | 3  | Daniel Ricciardo | Red Bull-TAG Heuer | 1:39.711 |
| Vrije training 1 | 2   | 33 | Max Verstappen   | Red Bull-TAG Heuer | 1:39.912 |
| Vrije training 1 | 3   | 5  | Sebastian Vettel | Ferrari            | 1:39.997 |
| Vrije training 1 | 4   | 7  | Kimi Räikkönen   | Ferrari            | 1:40.486 |
| Vrije training 1 | 5   | 27 | Nico Hülkenberg  | Renault            | 1:41.105 |
| Vrije training 2 | Pos | No | Coureur          | Constructeur       | Tijd     |
| Vrije training 2 | 1   | 7  | Kimi Räikkönen   | Ferrari            | 1:38.699 |
| Vrije training 2 | 2   | 44 | Lewis Hamilton   | Mercedes           | 1:38.710 |
| Vrije training 2 | 3   | 33 | Max Verstappen   | Red Bull-TAG Heuer | 1:39.221 |
| Vrije training 2 | 4   | 3  | Daniel Ricciardo | Red Bull-TAG Heuer | 1:39.309 |
| Vrije training 2 | 5   | 77 | Valtteri Bottas  | Mercedes           | 1:39.368 |
| Vrije training 3 | Pos | No | Coureur          | Constructeur       | Tijd     |
| Vrije training 3 | 1   | 5  | Sebastian Vettel | Ferrari            | 1:38.054 |
| Vrije training 3 | 2   | 7  | Kimi Räikkönen   | Ferrari            | 1:38.416 |
| Vrije training 3 | 3   | 44 | Lewis Hamilton   | Mercedes           | 1:38.558 |
| Vrije training 3 | 4   | 77 | Valtteri Bottas  | Mercedes           | 1:38.603 |
| Vrije training 3 | 5   | 3  | Daniel Ricciardo | Red Bull-TAG Heuer | 1:39.186 |

## Kwalificatie
Lewis Hamilton behaalde voor Mercedes zijn zevende pole position van het seizoen. Hij had drie tienden van een seconde voorsprong op Red Bull-rijder Max Verstappen en zes tienden op Ferrari-rijder Sebastian Vettel, die tweede en derde eindigden. Valtteri Bottas werd voor Mercedes vierde, voor Kimi Räikkönen (Ferrari) en Daniel Ricciardo (Red Bull). Sergio Pérez kwalificeerde zich voor Force India als zevende, voor Haas-coureur Romain Grosjean. De top 10 werd afgesloten door de tweede Force India van Esteban Ocon en de Renault van Nico Hülkenberg.

### Kwalificatie-uitslag
| Pos                 | No | Coureur           | Constructeur         | Q1       | Q2       | Q3       | Grid |
| ------------------- | -- | ----------------- | -------------------- | -------- | -------- | -------- | ---- |
| 1                   | 44 | Lewis Hamilton    | Mercedes             | 1:39.403 | 1:37.344 | 1:36.015 | 1    |
| 2                   | 33 | Max Verstappen    | Red Bull-TAG Heuer   | 1:38.751 | 1:37.214 | 1:36.334 | 2    |
| 3                   | 5  | Sebastian Vettel  | Ferrari              | 1:38.218 | 1:37.876 | 1:36.628 | 3    |
| 4                   | 77 | Valtteri Bottas   | Mercedes             | 1:39.291 | 1:37.254 | 1:36.702 | 4    |
| 5                   | 7  | Kimi Räikkönen    | Ferrari              | 1:38.534 | 1:37.194 | 1:36.794 | 5    |
| 6                   | 3  | Daniel Ricciardo  | Red Bull-TAG Heuer   | 1:38.153 | 1:37.406 | 1:36.996 | 6    |
| 7                   | 11 | Sergio Pérez      | Force India-Mercedes | 1:38.814 | 1:38.342 | 1:37.985 | 7    |
| 8                   | 8  | Romain Grosjean   | Haas-Ferrari         | 1:38.685 | 1:38.367 | 1:38.320 | 8    |
| 9                   | 31 | Esteban Ocon      | Force India-Mercedes | 1:38.912 | 1:38.534 | 1:38.365 | 9    |
| 10                  | 27 | Nico Hülkenberg   | Renault              | 1:38.932 | 1:38.450 | 1:38.588 | 10   |
| 11                  | 14 | Fernando Alonso   | McLaren-Renault      | 1:39.022 | 1:38.641 |          | 11   |
| 12                  | 55 | Carlos Sainz jr.  | Renault              | 1:39.103 | 1:38.716 |          | 12   |
| 13                  | 16 | Charles Leclerc   | Sauber-Ferrari       | 1:39.206 | 1:38.747 |          | 13   |
| 14                  | 9  | Marcus Ericsson   | Sauber-Ferrari       | 1:39.366 | 1:39.453 |          | 14   |
| 15                  | 10 | Pierre Gasly      | Toro Rosso-Honda     | 1:39.614 | 1:39.691 |          | 15   |
| 16                  | 20 | Kevin Magnussen   | Haas-Ferrari         | 1:39.644 |          |          | 16   |
| 17                  | 28 | Brendon Hartley   | Toro Rosso-Honda     | 1:39.809 |          |          | 17   |
| 18                  | 2  | Stoffel Vandoorne | McLaren-Renault      | 1:39.864 |          |          | 18   |
| 19                  | 35 | Sergej Sirotkin   | Williams-Mercedes    | 1:41.263 |          |          | 19   |
| 20                  | 18 | Lance Stroll      | Williams-Mercedes    | 1:41.334 |          |          | 20   |
| 107% tijd: 1:45.023 |    |                   |                      |          |          |          |      |

## Wedstrijd
De race werd gewonnen door Lewis Hamilton, die zijn zevende overwinning van het seizoen behaalde. Max Verstappen eindigde als tweede, terwijl Sebastian Vettel het podium compleet maakte. Daarachter waren Valtteri Bottas, Kimi Räikkönen en Daniel Ricciardo in gevecht om de vierde plaats, die gewonnen werd door Bottas, terwijl Räikkönen en Ricciardo respectievelijk vijfde en zesde werden. McLaren-coureur Fernando Alonso werd zevende en was de laatste coureur die in dezelfde ronde finishte als de winnaar. Renault-rijder Carlos Sainz jr., Sauber-coureur Charles Leclerc en Renault-coureur Nico Hülkenberg maakten de top 10 compleet.

### Race-uitslag
| Pos. | No. | Coureur           | Constructeur         | Rondes | Tijd/Oorzaak uitval | Grid | Punten |
| ---- | --- | ----------------- | -------------------- | ------ | ------------------- | ---- | ------ |
| 1    | 44  | Lewis Hamilton    | Mercedes             | 61     | 1:51:11.611         | 1    | 25     |
| 2    | 33  | Max Verstappen    | Red Bull-TAG Heuer   | 61     | +8.961              | 2    | 18     |
| 3    | 5   | Sebastian Vettel  | Ferrari              | 61     | +39.945             | 3    | 15     |
| 4    | 77  | Valtteri Bottas   | Mercedes             | 61     | +51.930             | 4    | 12     |
| 5    | 7   | Kimi Räikkönen    | Ferrari              | 61     | +53.001             | 5    | 10     |
| 6    | 3   | Daniel Ricciardo  | Red Bull-TAG Heuer   | 61     | +53.982             | 6    | 8      |
| 7    | 14  | Fernando Alonso   | McLaren-Renault      | 61     | +1:43.011           | 11   | 6      |
| 8    | 55  | Carlos Sainz jr.  | Renault              | 60     | +1 ronde            | 12   | 4      |
| 9    | 16  | Charles Leclerc   | Sauber-Ferrari       | 60     | +1 ronde            | 13   | 2      |
| 10   | 27  | Nico Hülkenberg   | Renault              | 60     | +1 ronde            | 10   | 1      |
| 11   | 9   | Marcus Ericsson   | Sauber-Ferrari       | 60     | +1 ronde            | 14   |        |
| 12   | 2   | Stoffel Vandoorne | McLaren-Renault      | 60     | +1 ronde            | 18   |        |
| 13   | 10  | Pierre Gasly      | Toro Rosso-Honda     | 60     | +1 ronde            | 15   |        |
| 14   | 18  | Lance Stroll      | Williams-Mercedes    | 60     | +1 ronde            | 20   |        |
| 15   | 8   | Romain Grosjean   | Haas-Ferrari         | 60     | +1 ronde            | 8    |        |
| 16   | 11  | Sergio Pérez      | Force India-Mercedes | 60     | +1 ronde            | 7    |        |
| 17   | 28  | Brendon Hartley   | Toro Rosso-Honda     | 60     | +1 ronde            | 17   |        |
| 18   | 20  | Kevin Magnussen   | Haas-Ferrari         | 59     | +2 ronden           | 16   |        |
| 19   | 35  | Sergej Sirotkin   | Williams-Mercedes    | 59     | +2 ronden           | 19   |        |
| DNF  | 31  | Esteban Ocon      | Force India-Mercedes | 0      | Ongeluk             | 9    |        |

## Tussenstanden wereldkampioenschap
Betreft tussenstanden voor het wereldkampioenschap na afloop van de race.

### Coureurs
| Positie | No. | Rijder           | Team                 | Punten |
| ------- | --- | ---------------- | -------------------- | ------ |
| 01      | 44  | Lewis Hamilton   | Mercedes             | 281    |
| 02      | 5   | Sebastian Vettel | Ferrari              | 241    |
| 03      | 7   | Kimi Räikkönen   | Ferrari              | 174    |
| 04      | 77  | Valtteri Bottas  | Mercedes             | 171    |
| 05      | 33  | Max Verstappen   | Red Bull-TAG Heuer   | 148    |
| 06      | 3   | Daniel Ricciardo | Red Bull-TAG Heuer   | 126    |
| 07      | 27  | Nico Hülkenberg  | Renault              | 53     |
| 08      | 14  | Fernando Alonso  | McLaren-Renault      | 50     |
| 09      | 20  | Kevin Magnussen  | Haas-Ferrari         | 49     |
| 10      | 11  | Sergio Pérez     | Force India-Mercedes | 46     |

### Constructeurs
| Positie | Team                 | Punten |
| ------- | -------------------- | ------ |
| 01      | Mercedes             | 452    |
| 02      | Ferrari              | 415    |
| 03      | Red Bull-TAG Heuer   | 274    |
| 04      | Renault              | 91     |
| 05      | Haas-Ferrari         | 76     |
| 06      | McLaren-Renault      | 58     |
| 07      | Force India-Mercedes | 32     |
| 08      | Toro Rosso-Honda     | 30     |
| 09      | Sauber-Ferrari       | 21     |
| 10      | Williams-Mercedes    | 7      |